# Gouvernement de l'Andhra Pradesh
 (février 2025).
Si vous disposez d'ouvrages ou d'articles de référence ou si vous connaissez des sites web de qualité traitant du thème abordé ici, merci de compléter l'article en donnant les références utiles à sa vérifiabilité et en les liant à la section « Notes et références ».
Le gouvernement de l'Andhra Pradesh  est le gouvernement de l'État indien de l'Andhra Pradesh. Il s'agit d'un gouvernement élu, composé de 175 députés élus à l'Assemblée législative de l'Andhra Pradesh (en) pour un mandat de cinq ans. Le gouvernement de l'État est dirigé par le gouverneur de l'Andhra Pradesh en tant que chef d'État nominal, avec un ministre en chef démocratiquement élu comme véritable chef de l'exécutif. Le gouverneur, qui est nommé pour cinq ans, nomme le ministre en chef et son conseil des ministres. Même si le gouverneur reste le chef cérémoniel de l'État, la gestion quotidienne du gouvernement est assurée par le ministre en chef et son Conseil des ministres, qui disposent de pouvoirs législatifs étendus.